# Society of United Irishmen

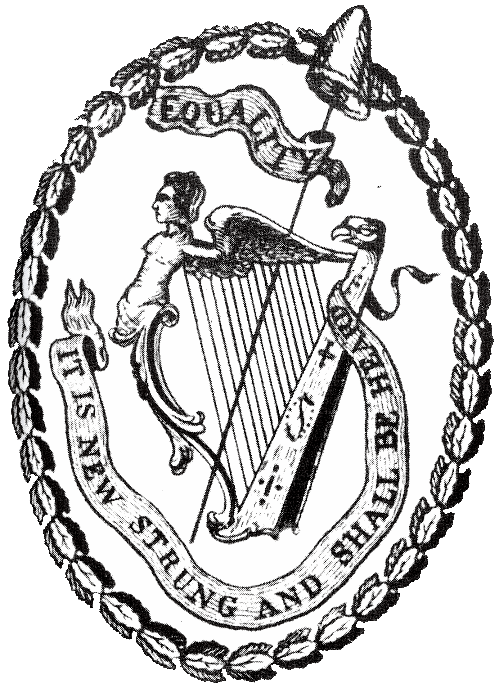
"Equality — It is new strung and shall be heard"
United Irish Symbol — Harp without Crown and Cap of Liberty

La Società degli Irlandesi Uniti (Cumann na nÉireannach Aontaithe) è stata fondata come un'organizzazione politica Liberale Irlandese del XVIII secolo con l'intento di riformare il Parlamento.
Tuttavia, si è evoluta in un'organizzazione repubblicana rivoluzionaria, ispirata dalla rivoluzione americana e da quella francese. Ha iniziato la Rivolta irlandese del 1798 con l'obiettivo di porre fine al dominio britannico in Irlanda e fondare una repubblica indipendente.

## Fondazione

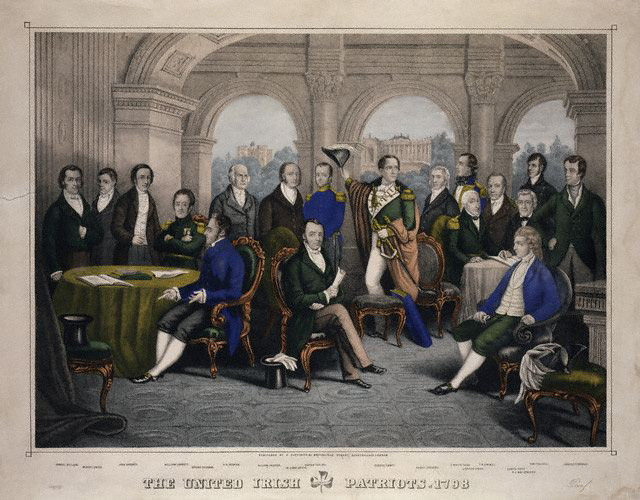
The United Irishmen

Nel corso del 1780, alcuni membri liberali dell'ascendente protestante, noto come Partito Patriottico Irlandese, aveva promosso il diritto di voto e altri benefici per la popolazione cattolica e presbiteriana in Irlanda. Questo movimento è stato guidato dai Volontari irlandesi e dal parlamentare Henry Grattan. Anche se il movimento tra il 1778 e il 1784, aveva compiuto progressi nell'emancipazione cattolica, successivamente ci fu uno stallo fino al 1793. Molti irlandesi, frustrati, cominciarono a pensare che l'ascendente protestante fosse sotto il controllo della Gran Bretagna e quindi non difendeva gli interessi degli irlandesi. Alcuni irlandesi cominciarono a convincersi che il Parlamento irlandese non avrebbe mai accettato la riforma parlamentare, mentre ancora era sotto il controllo di un ascendente protestante. Tuttavia, fu un evento esterno che fece cambiare le cose.
Thomas Paine e il suo trattato "I diritti dell'uomo" sono stati estremamente influenti nella promozione di questo ideale in Irlanda. Nel settembre del 1791, l'irlandese Theobald Wolfe Tone pubblicò "Argomento in nome dei cattolici d'Irlanda", sostenendo che la divisione religiosa era uno strumento dell'élite per.. (bilanciare) da una parte e dall'altra, il saccheggio e per ridere della sconfitta di entrambi e presentò l'idea di unità tra cattolici, protestanti e dissenzienti. Il trattato di Tone fu molto influente. Tone e il suo amico Thomas Russell divennero appassionati combattenti per i diritti dei cattolici. Un gruppo di nove presbiteriani di Belfast, interessati a riformare il Parlamento irlandese, lessero il trattato di Tone condividendo le sue idee, tanto da invitare Tone e Russell a Belfast per riunirsi insieme il 14 ottobre 1791. In questo primo incontro, il gruppo, che divenne noto come Società degli Irlandesi Uniti, decretò queste tre risoluzioni:
1. Che l'influenza inglese nel governo di questo paese è così grande da richiedere una cordiale unione di tutto il popolo d'Irlanda, e il mantenimento di tale equilibrio è fondamentale per la conservazione delle nostre libertà e l'estensione del nostro commercio
2. Che l'unico modo costituzionale con cui ci si può opporre a questa influenza è quello di una riforma completa e radicale del popolo in Parlamento
3. Che nessuna riforma può non includere irlandesi di ogni convinzione religiosa.

Tutti i partecipanti alla prima riunione erano protestanti. Due (Theobald Wolfe Tone e Thomas Russell) erano anglicani ed il resto presbiteriani, la maggior parte coinvolti nel commercio di lino a Belfast. Insieme a Tone e Russell, gli uomini coinvolti furono:William Sinclair, Henry Joy McCracken, Samuel Neilson, Henry Haslett, Gilbert McIlveen, William Simms, Robert Simms, Thomas McCabe e Thomas Pearce.
Il movimento divenne sostenitore del Comitato cattolico, che aveva lavorato per ottenere l'emancipazione dei cattolici attraverso il Parlamento, abrogando le leggi penali e la legge sulla decima.
L'obiettivo finale della Società degli Irlandesi Uniti era quello di separare la religione dalla politica.
Fino al 1792, la Società fu in linea con la visione di pensiero di Henry Grattan, ma cominciarono a dividersi sul come arrivare alle riforme. Henry Grattan seguito da Edmund Burke pensavano ad una riforma graduale dello Stato. La Società invece prevedeva un sistema democratico con 300 circoscrizioni e la rottura con Londra.

## Il movimento si diffonde
Dublino presto seguì l'esempio di Belfast, fondando una propria filiale degli Irlandesi Uniti il 9 novembre. Nel 1795, l'organizzazione era anche collegata con la società segreta agraria cattolica - I Difensori - e molte delle sue cellule operavano de facto come rami degli Irlandesi Uniti. Il movimento rapidamente sviluppò una strategia di diffusione dei suoi ideali per mezzo di opuscoli, volantini, giornali. La Stella del Nord, di Belfast, ebbe un particolare successo, sia da punto di vista commerciale che politico, fino alla sua soppressione nel 1797. La diffusione della società era guardato con crescente allarme da parte delle autorità fino ad essere bandita nel 1793 a seguito della dichiarazione di guerra da parte della Francia.

## 1793-1797
A seguito della dichiarazione di guerra francese alla Gran Bretagna nel febbraio 1793, il movimento, ormai clandestino, diventò un'importante forza di rivolta contro il dominio britannico. La leadership era divisa tra coloro che volevano aspettare gli aiuti francesi e chi voleva iniziare subito la rivolta. La soppressione di una sanguinosa ribellione che scoppiò nel Leitrim nel 1793, portò alla decisione di aspettare l'aiuto francese e questa decisione fu inviata a tutti i membri degli Irlandesi Uniti.
L'amministrazione di Dublino permise alcune riforme, concedendo il diritto di voto ai cattolici, la possibilità di diventare avvocati e di iscriversi al Trinity College di Dublino nel 1793. Il focatico, pagato da tutte le famiglie, fu abolito nel 1795.
Nel 1794, William Drennan divenne il primo leader ad essere arrestato e processato per sedizione, così le autorità cominciarono a reagire alla crescita degli Irlandesi Uniti.
Nel 1795, l'Ordine di Orange fu fondato come forza ausiliaria militare per contrastare la diffusione degli Irlandesi Uniti.
Una flotta francese che trasportava 15.000 soldati partì per l'Irlanda nel 1796, sotto il Generale Hoche, passando alcuni giorni vicino alla costa di Cork nella Baia di Bantry, ma le condizioni meteo impedirono il loro sbarco, così alcuni furono catturati e altri tornarono in Francia. Il governo britannico rispose alla minaccia spazzando gran parte dei leadership degli Irlandesi Uniti. Venne imposta la legge marziale dal 2 marzo 1797 e si cercò di rompere il movimento con l'uso diffuso di terrore.

## La rivolta del 1798
Agli inizi del 1798, i membri degli Irlandesi Uniti (ormai giunti a 280.000) erano sotto forte pressione. Nel marzo del 1798, la maggior parte dei leader erano stati arrestati. La pressione incessante portò i militanti degli Irlandesi Uniti a fissare la data per una sollevazione generale il 23 maggio senza aiuti francesi. Tuttavia, alcuni informatori portarono all'arresto di Lord Edward Fitzgerald e Samuel Neilson poco prima della rivolta, ma cosa ancora più importante fu sventata la rivolta prevista a Dublino, che doveva essere il nucleo centrale di tutta la ribellione.
L'arrivo di 1.000 soldati francesi a Killala, nella contea di Mayo, nel mese di agosto non fu di aiuto. Nel mese di ottobre, lo stesso Theobald Wolfe Tone venne catturato.
Dopo la sua cattura, Wolfe Tone pronunciò il suo famoso detto, "Dalla mia prima giovinezza ho considerato l'unione tra l'Irlanda e la Gran Bretagna come la maledizione della nazione irlandese, e sono convinto, che finché durerà, questo paese non sarà mai libero e felice. Di conseguenza, ho deciso di utilizzare tutto il mio potere e fare il massimo dei miei sforzi al fine di separare i due paesi ". Wolfe Tone, infine, si uccise tagliandosi la gola.
Dopo la rivolta seguì un periodo di repressione degli Irlandesi Uniti, tanto che l'amnistia generale offerta dal Lord Luogotenente Cornwallis escluse specificamente i capi dei ribelli, molti dei quali erano Irlandesi Uniti. Tuttavia, gli Irlandesi Uniti riuscirono ancora a sopravvivere sia come organizzazione clandestina, soprattutto a Dublino, che come forza militare con diverse bande ribelli ancora attivi, anche se gravemente ridotte e limitate ad un paio di contee.

## Gli Irlandesi Uniti e il settarismo

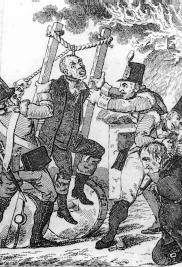
Half-hanging di sospetti Irlandesi Uniti.

La maggior parte dei leader degli Irlandesi Uniti erano nati in una famiglia presbiteriana. Anche se gli Irlandesi Uniti erano un movimento fermamente non settario che cercava di unire tutti gli irlandesi, indipendentemente dalla religione o discendenza, molti tra di loro erano ex Difensori, un nome collegato a gruppi di resistenza agraria, quasi esclusivamente composto da Cattolici. Molti di questi uomini, così come la loro controparte presbiteriana nell'Ulster, erano stati modellati dal settarismo molto diffuso in Irlanda nel XVIII secolo, perciò fu difficile convincere cattolici, protestanti e dissenzienti a mettere da parte le loro differenze e considerarsi semplicemente come compagni irlandesi. Anche se il movimento riuscì ad avere un notevole successo, le istituzioni capirono che il settarismo poteva essere un utile alleato nella lotta contro gli Irlandesi Uniti. La formazione dell'Ordine di Orange nel 1795 fu particolarmente utile fornendo al governo dettagli sulle attività dei loro nemici. La brutalità disarmante nell'Ulster nel 1797, dove gli Irlandesi Uniti avevano con successo legato sia protestanti e cattolici, vide migliaia di cattolici nelle contee di Antrim, Down e di Armagh assassinati e torturati. Mentre centinaia di protestanti sospettati di simpatizzare per gli Irlandesi Uniti vennero incarcerati.
La chiesa cattolica si opponeva al repubblicanesimo, anche se singoli sacerdoti erano a favore. Il governo francese, che sosteneva gli Irlandesi Uniti era impegnato in una politica di "decristianizzazione" e nel febbraio del 1798 aveva espulso il Papa Pio VI da Roma e costituito la "Repubblica romana". La gerarchia cattolica si trovava in una posizione difficile, essendo contrari agli Irlandesi Uniti, ma anche consapevole delle ingiustizie sociali che essi subivano.
La divisione religiosa e l'odio, quindi, non fu mai completamente eliminato. Nel corso della rivolta del 1798, i ribelli degli Irlandesi Uniti perpetrato numerosi massacri settari, in modo particolare nella contea di Wexford a Scullabogue. Il settarismo senza dubbio giocò un ruolo importante in molti omicidi durante la rivoluzione. La religione fu spesso associata come simbolo di fedeltà o infedeltà da entrambe le parti. Il fatto però che spesso i protestanti sono stati gli autori dei massacri e i cattolici tra le vittime dei ribelli, indica che le vittime hanno perso la vita perché percepiti come fedelissimi e non per ragioni puramente religiose. Queste sottigliezze sono state ignorate nel periodo successivo, in quanto la memoria di questi massacri è stata semplificata e sfruttata negli anni successivi da parte di politici lealisti per cementare la divisione settaria e garantire la lealtà dei protestanti alla Corona inglese. Il fatto che la stragrande maggioranza dei circa 15.000-30.000 persone di entrambe le religioni che hanno perso la vita durante la rivolta sono stati vittime di truppe britanniche e lealisti è stato ampiamente ignorato.

## Dopo il 1798
La decisione di abolire il Parlamento irlandese, successivamente all'Atto di Unione nel 1800, creò il Regno Unito di Gran Bretagna e Irlanda che, giocando su speranze e paure settarie, portò ad erodere gradualmente la Società degli Irlandesi Uniti mettendo cattolici contro protestanti.
Il fallimento della rivolta di Robert Emmet nel 1803, provocò la fine effettiva della Società degli Irlandesi Uniti.